# 赤星村
赤星村（あかぼしむら）は、かつて愛知県海東郡にあった村。
現在の名古屋市中川区（旧・富田町）の一部（赤星・富田町千音寺・千音寺・富田町新家・富田町服部・服部・新家など）に該当する。
村名については、千音寺村の古名であるという。

## 歴史
- 1878年（明治11年） - 松下村と服部村が合併し、正治村となる。
- 1889年（明治22年）10月1日 - 千音寺村、新家村、正治村が合併し、赤星村が発足。
- 1906年（明治39年）7月1日 - 万須田村、戸田村、豊治村と合併し、富田村が発足。同日赤星村は廃止。
- 1913年（大正2年）4月1日 - 海東郡と海西郡の区域をもって海部郡を設置。住居表示が海東郡富田村から海部郡富田村に変わる。
- 1944年（昭和19年）2月11日 - 町制を施行。海部郡富田町発足。
- 1955年（昭和30年）10月1日 - 富田町が名古屋市に編入合併され中川区の一部となる。
- 2024年（令和6年）11月23日 - 中川区富田町千音寺の一部地域の地名変更により赤星1丁目、2丁目、3丁目が成立することにより118年ぶりに地名としての赤星が形を変えて復活することになる。